# Universidad de Tsukuba

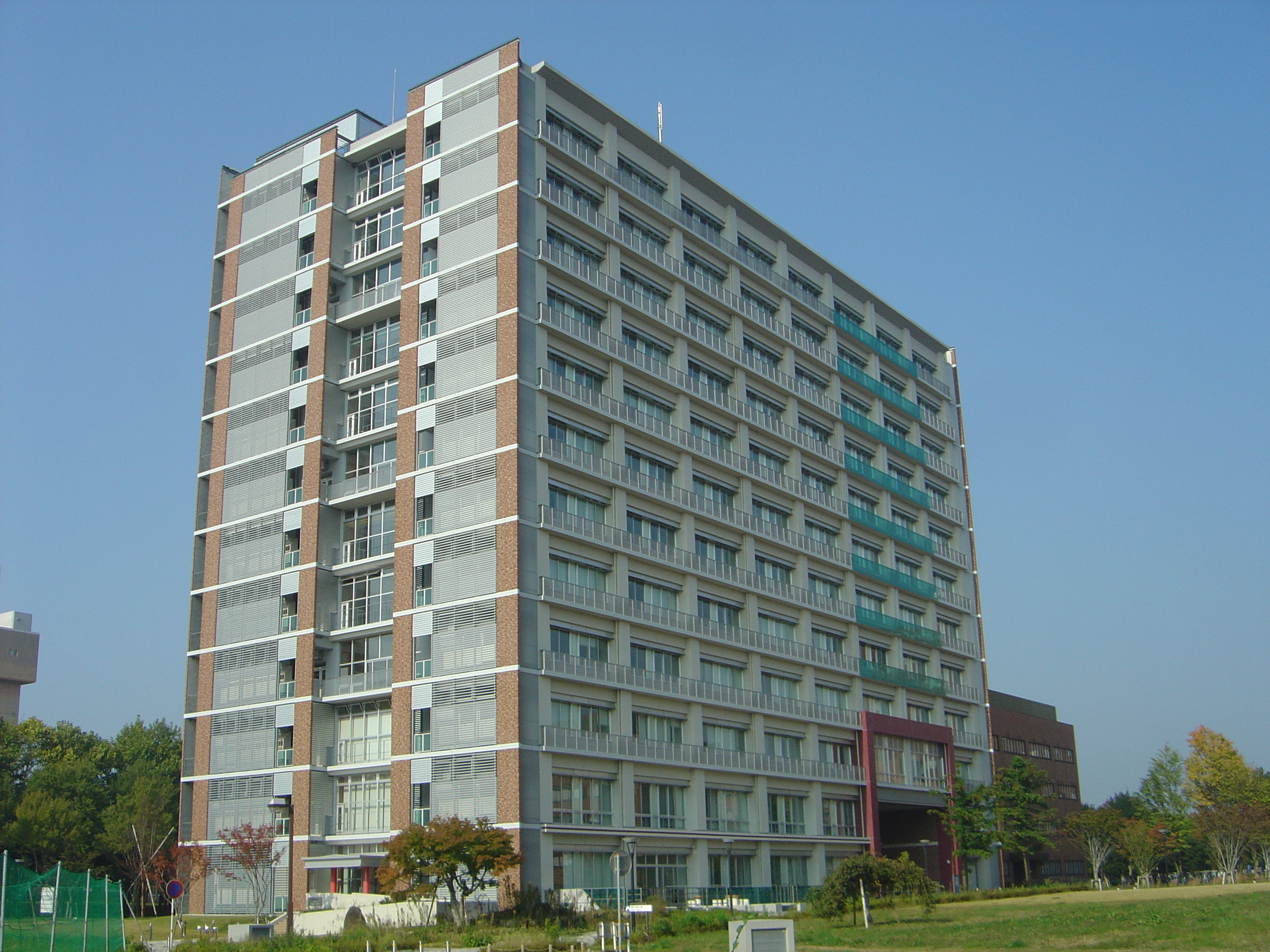
La Universidad de Tsukuba cuenta con un moderno campus.

La Universidad de Tsukuba (筑波大学 Tsukuba daigaku?) está localizada en la ciudad de Tsukuba, Prefectura de Ibaraki en la región de Kantō. La Universidad tiene 28 colegios y escuelas con un total de cerca de 15,000 estudiantes (en 2003), es considerada una de las mejores universidades de Japón y posee el campus universitario (único), el más grande del país.
A solo 45 minutos en tren (Tsukuba Express) del centro de Tokio, la capital de Japón. La ciudad se encuentra situada a 60 kilómetros al noreste de Tokio, la universidad hace de eje principal para la ciudad de la ciencia de Tsukuba, la cual representa uno de los mayores esfuerzos coordinados para el impulso del avance en descubrimientos científicos de calidad en el mundo y es la primera ciudad científica de Japón. Con este objetivo, el gobierno japonés destina cerca de la mitad de su inversión en ciencia y tecnología para esta urbe. La universidad sirve de centro para la ciudad, la cual cuenta con más de 240 centros de investigación privados y 60 instituciones públicas educativas y de investigación tales como JAXA (Japan Aerospace Exploration Agency), NIMS (National Institute for Materials Science) y AIST (National Institute of Advanced Industrial Science and Technology), teniendo amplia colaboración con dichas entidades.
La ciudad fue construida utilizando como modelo a ciudades igualmente planificadas con el desarrollo científico como norte, tales como Brasilia, Novosibirsk's Akademgorodok, Bethesda, y Palo Alto. La misma fue fundada al unificar asentamientos antiguos como Ōho, Sakura, Toyosato y Yatabe.
Dada su naturaleza, la universidad se sitúa en una ciudad que cuenta con una de las poblaciones más eruditas del país en densidad, con más de 15.000 Ph.D de entre una población total de 207.394 personas para el año 2008. Recientemente, Tsukuba ha sido nombrada como el centro neurálgico en robótica y nanotecnología de Japón. Parte de ello se debe a la existencia del proyecto Cybernics como parte del programa Global COE, aprobado y financiado por el Ministerio de Educación, Cultura, Deporte, Ciencia y Tecnología de Japón (MEXT), como estrategia para el desarrollo de centros de educación e investigación japoneses de "clase mundial" que impulsen el desarrollo general del sistema educativo de la nación. Dicho proyecto es liderado por el profesor Yoshiyuki Sankai de la universidad de Tsukuba en los laboratorios de esta casa de estudio, buscando fusionar humanos, máquina y sistemas de información en solo concepto; gracias a ello, se ha logrado desarrollar el sistema HAL (Hybrid Assistive Limbs), un traje robótico exoesquelético, capaz de detectar las señales bioeléctricas débiles en extremidades, compensando las fallas e incrementando la fuerza en personas con impedimentos físicos, entre varias utilidades. Esta invención fue la ganadora del prestigioso World Technology Award 2005.

## Reputación
La universidad de Tsukuba es una de las más prestigiosas universidades Japonesas siendo posicionada constantemente entre las 10 mejores universidades del país entre 778 universidades. Forma parte de las 13 universidades seleccionadas por el gobierno de Japón para el programa Global 30 que busca crear vínculos académicos fuertes en la escena internacional. También es parte de RU11, consorsio compuesto por las 11 universidades más importantes Japonesas en el campo de la investigación junto con las universidades nacionales de Kyoto, Tohoku, Osaka, Tokio, Nagoya, Waseda (privada), Keio (privada), Kyushu, Hokkaido y el Instituto tecnológico de Tokio. Está considerada como una de las mejores universidades asiáticas como se aprecia en diversos rankings. Recientemente, fue la única universidad japonesa en clasificar en el ranking de las mejores 100 universidades con menos de 50 años en Times Higher Education World University Rankings (2013). Así como también figura como la única universidad Japonesa en el ranking equivalente de Quacquarelli Symonds QS World University Rankings (Top 50 Universities Under 50 in 2013) en el #14 (decimocuarto) puesto a nivel mundial. También ha sido ubicada entre el 9º y el 17º lugar en el “Ranking universitario académico mundial”. Así mismo, la escuela de educación física es considerada como la más prestigiosa del país de la cual han salido más de 60 atletas olímpicos; por otra parte, la escuela de estudios Sociales e internacionales ha sido catalogada como la  #1 en Japón por Toyo Keizai en 2010.
Thomson Reuters coloca a la universidad de Tsukuba como la #9 mejor universidad en el sector investigativo de la nación nipona.
La Universidad cuenta con varios premios Nobel tales como Leo Esaki, Hideki Shirakawa y Sin-Itiro Tomonaga y es famosa por su centro de educación física, física, informática y economía.
El salario promedio de los egresados de la Universidad de Tsukuba es considerado como uno de los más altos de Japón, posicionándose como el 8.º mejor promedio en el país.

## Selectividad y Popularidad
Dado su alto ranking entre las instituciones de educación superior en Japón, la universidad cuenta con una buena popularidad entre los estudiantes, el examen de ingreso de la universidad de Tsukuba es altamente competitivo. La dificultad global está catalogada como "A1" o 2 en una escala de 10 en donde menor puntaje indica mayor dificultad.

## Origen

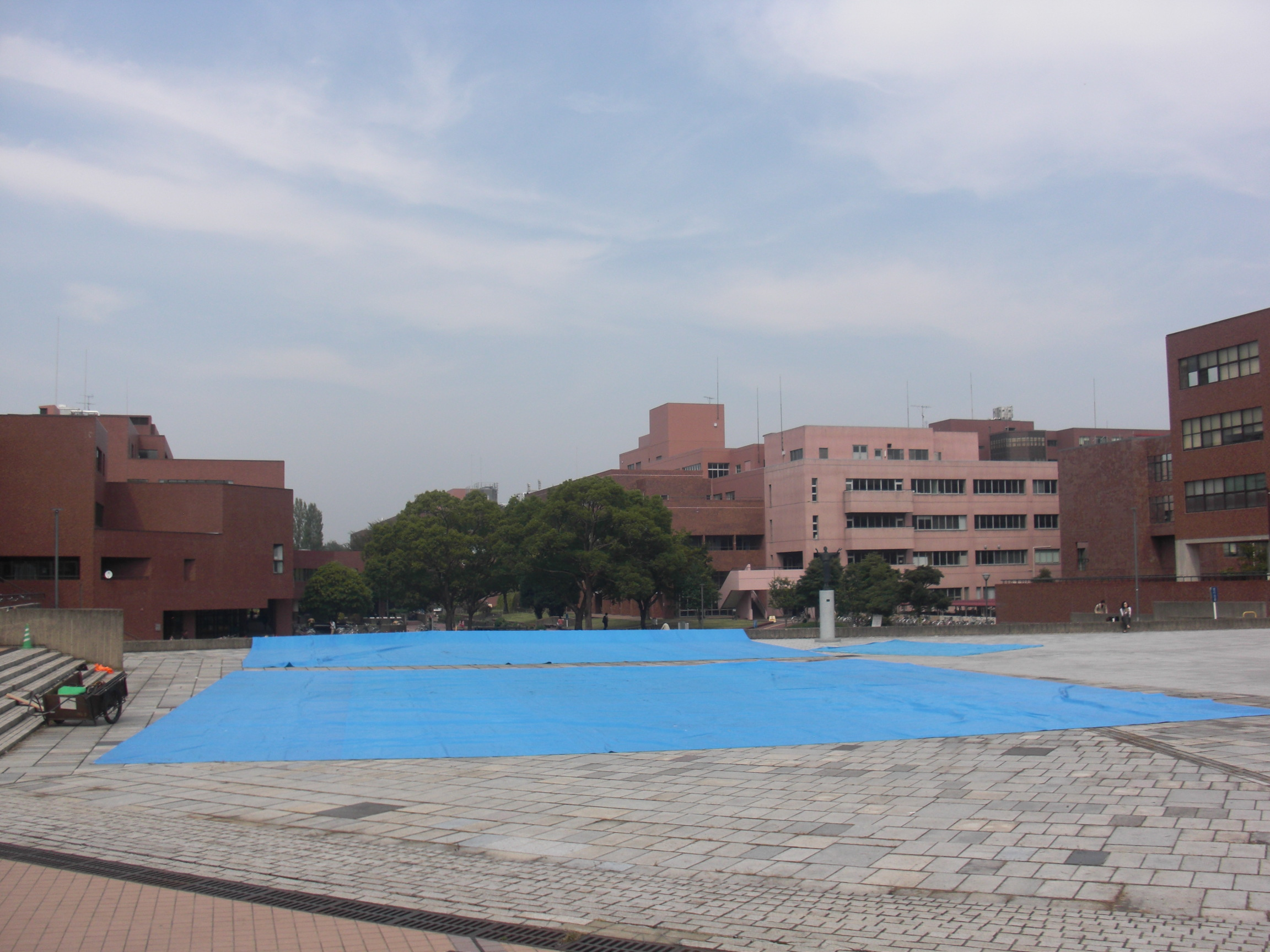
Vista parcial de la plaza central

La actual universidad se fundó en octubre de 1973. Esta Universidad es la sucesora de la antigua Escuela Normal fundada por la administración Meiji en 1872 como la primera institución de educación superior en el país, posteriormente convirtiéndose en la Universidad de Educación de Tokio (東京教育大学 Tōkyō kyōiku daigaku?) hasta finalmente adquirir su nombre actual al relocalizarse en la ciudad de Tsukuba, como pilar fundamental del proyecto de desarrollo de la ciudad de la ciencia aprobado por el gobierno central.

## Puntos de interés
- Jardín botánico de Tsukuba
- Lago Kasumigaura, ubicado entre varias poblaciones, entre ellas la vecina ciudad de Tsuchiura (Ibaraki)
- Monte Tsukuba

## Personal Destacado
- Jigoro Kano- Exdirector de la universidad de educación de Tokio, padre del Judo.

- Sin-Itiro Tomonaga- Profesor emérito, expresidente de la universidad, Premio Nobel de Física (1965)

- Leo Esaki- Profesor emérito, expresidente de la universidad, Premio Nobel de Física (1973)
- Hideki Shirakawa- Profesor emérito, Premio Nobel de Química (2000)

## Alumnos Famosos

### Políticos
- Kiyoko Ono　(70th Chair of National Public Safety Commission)
- Taizō Sugimura (no graduado)

### Académicos
- Hiromichi Kataura - nanotubos de carbono

- Yukihiro Matsumoto - free software programmer. Diseñador en jefe de Ruby programming language.
- John Maeda - profesor del MIT

### Empresarios
- Yutaka Emura - Presidente de Emurasoft, desarrollador de EmEditor text editor.
- Kota Matsuda - CEO de Tully's Coffee Japan
- Daiyuu Nobori - CEO de Softether
- Akira Morikawa – CEO of LINE Corporation
- yuri aizawa   - gestor de proyectos de panasonic (Japón)

### Atletas
- Sawao Kato (profesor/coach titular)- Gimnasia, 12 medallas olímpicas incluyendo 8 medallas de oro.
- Daisei Suzuki - Jugador de Fútbol
- Masami Ihara - Jugador de Fútbol
- Masashi Nakayama - Jugador de Fútbol
- Kaoru Mitoma - Jugador de Fútbol
- Shōhei Abe - Jugador de Fútbol
- Sota Hirayama (dropout) - Jugador de Fútbol
- Toshiya Fujita - Jugador de Fútbol
- Takayoshi Yoshioka - Atletismo
- Miwako Motoyoshi - Nado sincronizado, medalla de Bronce Olímpica
- Toshinobu Kawai - Skate, medalla de bronce Olímpica
- Hirotaka Okada (profesor/coach titular)- Judo, medalla de bronce Olímpica, 2 veces campeón mundial.
- Yoko Sakagami - Judo, medalla de bronce Olímpica
- Chiyo Tateno - Judo, medalla de bronce Olímpica
- Yoko Tanabe - Judo, medalla de plata Olímpica
- Noriko Narazaki (Sugawara) - Judo, medallas Olímpicas de plata y bronce
- Fumiko Esaki - Judo, medalla de plata Olímpica
- Ayumi Tanimoto - Judo, medalla de oro Olímpica
- Midori Shintani - Judo, Campeonato mundial de Judo medalla de oro
- Kunihide Koda (profesor/coach titular)- Kendo, campeón mundial, ostenta el más alto rango en la especialidad (8.º dan)

### Artistas
- Masayoshi Okumura - vocalista
- Riyoko Ikeda - Mangaka
- Rin Inumaru - Mangaka
- Ryōko Nagata - Seiyu
- Miki Itō - Seiyu